# Miltochrista obsoleta
Miltochrista obsoleta là một loài bướm đêm thuộc phân họ Arctiinae, họ Erebidae.